# پراگریس
پراگریس (به لاتین: Progres) یک منطقهٔ مسکونی در بلغارستان است که در شهرستان مومچیلگراد واقع شده‌است.